# マルクス・ローデン
マルクス・クリステル・ローデン（Marcus Christer Rohdén、1991年5月11日 - ）は、スウェーデン・ヨンショーピング県ヴェルナモ出身のプロサッカー選手。サッカースウェーデン代表。フロジノーネ・カルチョ所属。ポジションはMF。

## 経歴

### クラブ
16歳からIFエルフスボリの下部組織でプレー。シェヴデAIKへのレンタルを経て、2011年12月に5年間のプロ契約を結んだ。
2016年8月3日、セリエAに昇格したFCクロトーネに移籍。
2019年8月13日、フロジノーネ・カルチョに移籍した。

### 代表
2015年1月15日、アブダビで開催されたコートジボワール代表とのフレンドリーマッチでスウェーデン代表デビュー&初ゴール。
2018年5月、2018 FIFAワールドカップ参加メンバー23人の一人に選ばれた。

## 代表歴

### 出場大会
- スウェーデン代表
  - 2018 FIFAワールドカップ

### 試合数
- 国際Aマッチ 19試合 2得点（2015年-）[5]

| スウェーデン代表 | 国際Aマッチ | 国際Aマッチ |
| 年               | 出場        | 得点        |
| ---------------- | ----------- | ----------- |
| 2015             | 3           | 1           |
| 2016             | 5           | 0           |
| 2017             | 2           | 0           |
| 2018             | 5           | 0           |
| 2019             | 0           | 0           |
| 2020             | 0           | 0           |
| 2021             | 0           | 0           |
| 2022             | 2           | 1           |
| 2023             | 2           | 0           |
| 通算             | 19          | 2           |

## タイトル
エルフスボリ
- アルスヴェンスカン (1): 2012
- スウェーデンカップ (1): 2012-2013